# Битва при Лусене
Битва при Лусене (исп. Batalla de Lucena) — сражение между войсками Кастильского королевства и Гранадского эмирата, произошедшее в апреле 1483 года во время Гранадской войны. Во время сражения кастильцы взяли в плен Мухаммеда XII, эмира Гранады.

## Ход событий
Битва произошла недалеко от города Лусена в провинции Кордова, Андалусия, Испания, к югу от Сьерра-де-Арас. Эмир Мухаммед XII Гранадский хотел взять Лусену и совершить рейд против кастильцев, желая подражать победе, которую одержал его соперник, Мухаммед XIII, разгромивший христианские силы при Аль-Саркия (Кордова). В Гранадском эмирате в то время шла борьба между сторонниками султана Али Абул-Хасана и его сына Мухаммеда XII.
20 апреля 1483 года Мухаммед XII с помощью своего тестя Ибрагима Алиатара, алькайда Лохи, осадил Лусену. Город защищали Диего Фернандес де Кордова-и-Арельяно и алькальд Лусены Эрнандо де Арготе. Первый развёл огонь на зубцах сторожевых башен, чтобы таким образом дать сигнал и попросить помощи у своего дяди, Диего Фернандеса де Кордова-и-Каррильо де Альборноса, 2-го графа Кабры, который сразу же поспешил со своей армией из близлежащей Кабры. 
Мухаммед XII расположил свою армию в северо-западном направлении, чтобы не быть застигнутым врасплох подходившей армией графа. Однако, увидев, что он в меньшинстве, отошел на окраину города, где и началось сражение.
Не выдержав атаки, гранадские войска в беспорядке бежали. Ибрагим Алиатар, тесть Мухаммеда XII, погиб в бою, сам Мухаммед XII пытался бежать, но его лошадь застряла в грязи, и ему пришлось прятаться в кустах. Кастильские пехотинцы задержали его, и солдаты пришли к выводу, что, судя по его одежде, он какой-то важный человек. Мухаммед XII был доставлен в замок Мораль (в Лусене). 
Племянник, Диего Фернандес де Кордова-и-Арельяно, и его дядя, (граф Кабра), затеяли спор: кому доставить пленника королю. Фердинанд II Арагонскийразрешил спор тем, что приказал им обоим доставить эмира в Поркуну, где он был заключен в башне замка, в настоящее время известной как Торре-де-Боабдиль (Башня Мухаммеда XII).
Одежда, обувь и мечи Мухаммеда XII были подарены католическими монархами Диего Фернандесу де Кордова-и-Арельяно и графу Кабра. Трофеи в настоящее время экспонируются в Армейском музее Толедо.